# Dela Jožeta Vombergarja med 1920 in 1930
Vsebine neobjavljenih krajših del Jožeta Vombergarja, ki so nastala med letoma 1920 in 1930.

## Čudni snubci

### Osebe
- Janez, gospodar s Posavja
- Miha, njegov sin
- Neža, posestnica v Prapročah, vdova
- Francka, Micka, Janče, njeni otroci
- Šimen, Jernej, Krevsova fanta

### Vsebina
1. slika: Oče in sin se odpravljata v Praproče po kupčiji. Miha, ki bi se nadvse rad oženil, očetu na dolgo in široko pripoveduje, da se mi je sanjalo o ženitvi; a oče ne mara nič slišati, gospostva še noče dati iz rok. Miha mu pove, da sta v Praproče namenjena tudi soseda, Krevsova fanta, slišal je govorice, da gresta snubit.
2. slika: V Prapročah Micka in Francka težko čakata snubca, ki jima ju je v pismu naznanila teta. Prideta Janez in Miha, da bi pogledala kravico, ki jo imajo naprodaj; domači seveda mislijo, da sta snubca, le da po stari navadi govorita po ovinkih. Odidejo v hlev, dekleti pa se prepirata, katera bo katerega vzela, vsaka hoče zase mlajšega. Ko pride Miha, hočeta izvedeti, katero bo izbral, toda Mihu sta všeč obe, nobeni se ne bi rad zameril; kar dobro se razumejo. Vtem prideta stara dva iz hleva, s kupčijo ne bo zaenkrat nič. Moška se poslovita, dekleti sta razočarani. Čez hip se Miha vrne in jima vzbudi upanje, da bo le katero zasnubil, vendar se izkaže, da hoče Miha le vrv, ki jo je bil pozabil. Ko odide, prideta prava snubca, ki pa nista prav nič privlačnega videza. Dekleti zbežita, pogovor v izbi pa prekine Janče z vestjo, da sta snubcema konja ušla. Snubca pohitita za njima, v izbi ostane, jezna in razočarana, le mati Neža.

## Goreča ljubezen (Pogorelec)

### Osebe
- bogat oče
- razvajena hčerka
- goreč snubec
- pokoren sluga

### Vsebina
Silva vroče nagovarja očeta, naj privoli v njeno poroko z odvetnikom dr. Petelinom, ki bo pravkar prišel, da jo zasnubi. Oče pristane na pogovor s snubcem, hči prisluškuje. Snubec izpriča ljubezen silno ljubezen do gdč. Silve, a se v trenutku ohladi in opusti misel na poroko, ko mu oče zaupa, da je njegovo premoženje v razsulu. Silva spozna, da njen goreči snubec ljubi le njen denar, in mu pokaže hrbet, oče pa za slovo še pove, da je zgodba o finančnem polomu pravljica, Silva bo imela bogato doto. Razočarani snubec je besen, rad bi se znesel vsaj nad slugo, ta pa mu zagrozi, da ga bo vrgel čez prag, če ne bo šel sam. snubec se prestraši in brž odnese pete.

## Smola

### Osebe
- Micka
- Tončka
- Marta
- Janez
- Stanko

### Vsebina
1. slika: Janez in Micka se srečata na avtobusni postaji. Janezu je Micka od sile všeč, a je tako neroden in se tako boji zavrnitve, da hodi kot maček okrog vrele kaše. Micka bi kar rekla ja, a vsa njena spretnost ji ne pomaga, da bi Janeza pripravila do jasne besede. Pripelje avtobus, Micka slabe volje vstopi, z njo Stanko, ki je pravkar prihitel na postajo. Janez besen in razočaran čaka naslednji avtobus.
2. slika: Micka se vrača, na postaji jo čaka podjetni Stanko, ki brez obotavljanja začne z osvajanjem. Micki je to sicer všeč, a ji gre malo prehitro. Stanko jo hoče objeti in poljubiti, ko se pojavi Janez. Micka pobegne na avtobus. A Stanko ne popusti, spet jo čaka na postaji in ji govori, kot bi rožice sadil. Micka popušča, pripravljena mi je dovoliti poljub, če ne bo nihče videl. Tedaj vsaka s svoje strani pridrvita Tončka in Marta, obe na lovu za Stankom. Stanko zbeži, Marta jo ubere za njim, Tončka pa Micki pove, kakšen tič je Stanko. Micka je jezna nase, da je verjela zapeljivcu, in se od srca razveseli Janeza, ko ta pride na postajo. Nesrečni Janez pa ne more iz svoje kože, spet začne cincati in okolišiti, da je Micki že vsega dovolj. Stopi na avtobus, Janez pa se v stiski junaško odloči, da bo šel za njo on končno le tvegal jasno besedo.

## Ubogi častihlepnež

### Osebe
- Šimen, starejši mož
- Mica, njegova žena
- Jože, časopisni urednik

### Vsebina
Šimen zasledi v časopisu članek o Berdajsu ob njegovi petdesetletnici, kar ga hudo pogreje. Prijatelju Jožetu, uredniku, očita, zakaj nič ne napiše o njem, saj ni manj zaslužen od Berdajsa, še več zasluži kot on, in če je Berdajs skladatelj, on, Šimen, sklada veliko bolje, že nič koliko skladovnic drv je zložil; poslal da je Jožetu pismo o svojih zaslugah, časopis pa nič. Jože mu zaupa, da se je na uredništvu zglasila Mica in strogo prepovedala kakršno koli pisanje o svojem možu. Šimen je hud, češ da je on gospodar v hiši. Tedaj plane mednju Mica z metlo v roki. Jožetu zagrozi, da bo imel z njo opravka, če bo o Šimnu pisal, in mu pokaže vrata, Šimna zapodi v hišo. Šimen Jožetu naskrivaj prigovarja, naj le kaj napiše, toda Jože ob pogledu na besno Mico sprevidi, da bi bilo to le preveč nevarno.